# 탄화
탄화(carbonization)는 식물과 같은 유기물질과 동물 사체가 분해 증류(건류)를 통해 탄소로 변환되는 것이다.

## 과정

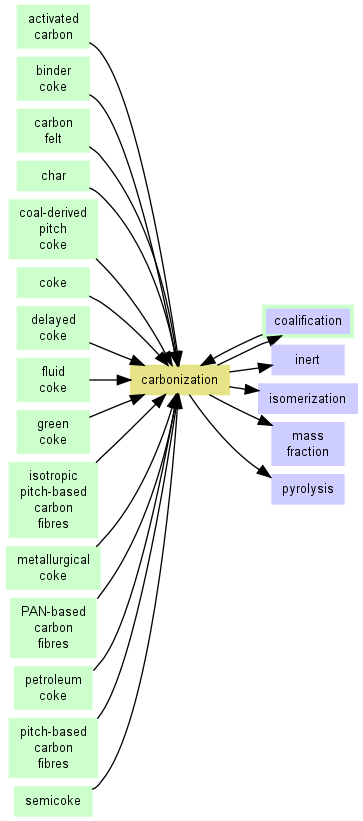
탄화를 수반하는 일련의 프로세스.

## 같이 보기
- 코크스